# 머피의 법칙 (드라마)
《머피의 법칙》은 MBC에서 1998년 8월 28일에 방영된 베스트극장이다. 운이란 미래에 대한 불안이 만드는 스스로의 딜레마이며 세상의 모든 일은 결국 개인의 노력에 따라 좌우된다는 사실을 자신의 일과 사랑에 최선을 다하는 젊은이들을 통해 보여준다.

## 줄거리
인애는 어려서부터 쌍둥이 남매 중 누나로 태어났다는 이유로 할머니로부터 재수없는 아이라고 구박을 받고 자란다. 성인이 된 인애는 자신의 운명에 대해 늘 자신 없어하던 중 광고회사 카피라이터 시험을 보러가는 날 버스에서 치한을 만나는 바람에 지각을 하고 만다.

## 등장 인물

### 주요 인물
- 우희진 : 강인애 역
- 손지창 : 차선 역

### 그 외 인물
- 윤현숙
- 홍충민
- 나성균
- 홍성선
- 정한헌
- 최재호
- 이재훈
- 김승현
- 김명현
- 윤용현
- 이정규
- 전미정
- 손소영
- 최윤정
- 김옥주
- 김일웅
- 이미녀
- 이지희
- 정수형
- 최세환